# 台灣佛教
台灣佛教的信仰人口約801.5萬人，佔2300萬人口的35%，其信仰人數可能與道教、儒教與台灣民間信仰及其他新興宗教有重疊的情況。據美國國務院民主人權勞工局發布的資料顯示，台灣有多達80%的人口信奉某種形式，摻雜有佛教信仰因素的傳統台灣民間信仰或台灣宗教。
台灣佛教系統承襲自中國閩南地區，以巖仔和高僧信仰等世俗化的信仰體系為其一大特色，並與以出家僧侶為主的「叢林體系」（以四大法脈為代表）並立。然而因二戰結束後從中國大陸傳入的佛教體系一枝獨秀，蓋過原有本土佛教勢力，使得原有的本土佛教體系常遭誤解，例如世俗體系部份就經常被誤認為「佛道混合」或「非正信」，但實際上世俗體系的發展未必違反佛教原教旨。
不過，從佛教以不同形式傳入台灣後，臺灣的佛教信徒，並沒有精確的統計。因此，統計改以觀察寺院增加數目、並透過台灣社會變遷歷次調查問卷中有關宗教項目的實際統計數字，來論斷其變革的趨勢。

## 源流
臺灣佛教在明清時期的根基為禪宗之臨濟、曹洞二宗。據闞正宗的研究，以臨濟的密雲圓悟及曹洞的湛然圓澄派下為代表。釋慧嚴的研究則指出，臺灣佛教在二戰以前，其法統主要源自福建的鼓山湧泉寺（曹洞宗江西壽昌慧經派，至清末民初時兼有臨濟、曹洞）、怡山長慶院（臨濟宗）、福清黃檗寺（臨濟宗）。據增田福太郎在《台灣本島人の宗教》所述，臺灣的佛教寺院皆從屬禪宗，但混合了淨土的教義，不像日本佛教那樣宗派分明。據當時文獻所述，臺灣佛教作佛事又有禪和、香花之別，「禪和派惟課誦經懺、報鐘鼓而已。香花派則鼓吹喧闐，民間喪葬多用之」。臺灣民間若延請僧人作喪事，通常會以亡者名義舉行「瑜伽燄口」，普渡孤魂。在二戰前，其燄口傳承版本，主要以福州鼓山湧泉寺、泉州開元寺等福建佛教系統為主。
在日治時期，日本政府引進日本的佛教宗派，如淨土真宗本願寺派、真宗大谷派、淨土宗、日蓮宗、曹洞宗、臨濟宗妙心寺派、高野山真言宗等，其中禪宗特別有影響力，開展出四大名山。1921年成立的南瀛佛教會，成為日本政府管理臺灣佛教的機構。
1949年後，來自中國大陸各省的僧侶（江蘇和浙江兩省佔其中的絕大多數），在臺灣恢復了中國佛教會，將出家佛教的傳戒加以制度化，不但長期主導了戰後臺灣佛教的發展，還促成「齋教」的空門化。齋教是以「在家」持齋修行為特色，融合儒、釋、道的民間教派，主要指龍華教、金幢教、先天道這三個中國秘密宗教，又以龍華教與佛教關係最密切，其宗教建築稱「齋堂」。二戰後，受到佛教及一貫道的夾合競爭，齋教因而沒落。另外，江浙佛教的僧侶也帶來其燄口傳承，來自寶華山隆昌律寺和常州天寧寺，俗稱「華山燄口」。
解嚴後的臺灣佛教，其發展日趨多元，除了漢傳佛教出現新四大名山及其他的人間佛教教團，藏傳佛教、泰緬南傳在臺亦逐漸通行，對漢傳佛教的風貌產生程度不一的影響。

## 特色
台灣佛教的特色之一是世俗化，例如巖仔和高僧信仰；雖然有些人對世俗化的佛教較為反感，但佛教原教旨中並沒有反對世俗化的規定。基本上戰前的傳統佛教採世俗系統（如巖仔和高僧信仰）與叢林系統（如後述之五大山頭）分開的形式，戰後的漢傳佛教系統特色則是高度入世的佛教叢林主導一切。王見川博士則認為戰前的傳統佛教，是神異僧和神佛兼祀的世俗系統，江燦騰博士的大量相關全面性研究，則完全否認戰後有所謂高度入世的佛教叢林，而主張是由兼具泛威權政治化、神異靈驗化崇拜和極為多重商業文化性質的三者或兩者特徵的高度入世叢林事業體，在主導著實際的一切發展，此外，中產階級的經濟援助、現代化傳播形態的多元運用，也顯示都市世俗教徒的相對強大影響。

## 歷史

### 早期佛教
若要瞭解臺灣本土佛教近三百年來的發展史，首先必須知道：臺灣佛教從17世紀自閩南傳來算起，雖已歷三百多年之久，但因臺灣位處大陸東南海疆的邊陲，並且與大陸接觸、交流時間較晚，所以佛教文化要深層化或精緻化，除少數個別情況外，是缺乏足夠發展條件的。相對於佛教傳入朝鮮半島（4世紀）、日本（6世紀），年代尚淺。
由於地理位置和所移墾來臺的漢人移民，都和對岸的閩、粵兩省具有密切的地緣關係。所以早期臺灣佛教史的發展性格邊陲性和依賴性，主要便是受此兩省的佛教性格所影響。此後，則是二戰後的大量各省逃難來臺移民，才發生另一波新的大陸漢傳佛教性格在臺灣的普遍化影響。
雖然在臺灣近三百多年來的佛教發展史當中，日治時代的影響只占了其中的五十年而已，但因日本佛教具有日本宗派文化的特殊性，以及高度政治化和現代化的衝擊，一旦戰後日本的政治勢力退出，改由中國的政府重新接管，在短期間之內，臺灣本土的日化僧侶，便不得不面臨再度由日本化的佛教急遽地轉成為中國化的佛教等這一類艱難適應的改變問題。而這又是和戰後六十年多來臺灣佛教的發展，最息息相關的。所以臺灣近三百多年來的佛教史，並不都是充滿歡樂和無憂的世外桃源生活史，而是帶著諸多歷史滄桑和生活無奈的艱難奮鬥史。叢林系統的佛教，則始於明鄭時期，台南竹溪寺為最早修建寺院之一。

#### 巖仔
滿族清朝統治中國後，大力提倡藏傳佛教與漢傳佛教，因此，閩南粵東地區信仰發生重大變革，除了產生吸收佛教世俗化的福建道教閭山派之外，也衍生出適合漢人（閩南、粵東人）民情的佛教，其中觀音菩薩信仰特別興盛。18世紀之後，台灣泉州、漳州移民也大量興建觀音菩薩為主尊的佛教寺廟，此種佛寺又以巖仔居多。

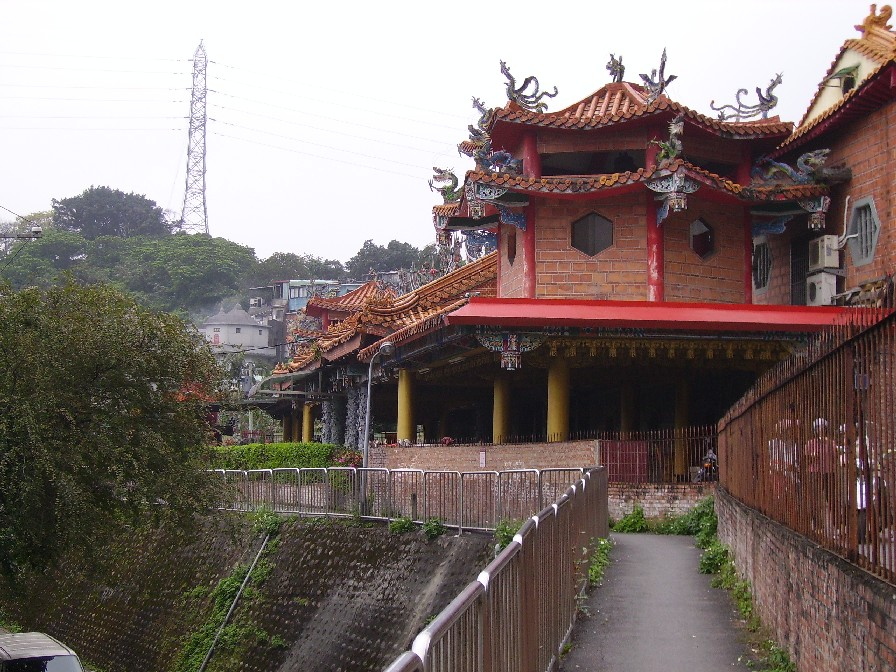
寶藏巖（觀音亭）

巖仔，漳州人發音為（giam ah），泉州人發音為（gum ah），本來意思是山洞，後來靠近山邊的廟就都稱為巖仔。道光十六年（1836年）刊行的《彰化縣志》稱「閩省漳泉南人謂寺曰巖」，可見巖仔在當時應專指佛寺。而“巖仔”於佛寺的正式名稱又可稱為巖或岩。以巖為名的佛寺，自18世紀後大量出現於台灣，藉由觀音信仰，將佛教教義傳至台灣，例如乾隆十七年（1752年）建成的芝山巖與乾隆五十六年（1791年）整竣完成的寶藏巖等。
除了巖仔之外，台灣清治時期主祀觀音的廟宇有寺、宮、閣、堂、壇、庵、巖等等的名稱區分。其中，亭為地主所蓋，寺為大廟，堂常為村廟，巖則通常蓋於山邊。另外，道教廟宇於興建時，也常將佛教的觀音，佛祖聖像列於道觀或宮寺中，至此，臺灣佛教與道教成為不可分的密切信仰。
台灣宗教學者林美容將這些現下影響力相當深、與正信佛教多所差異的巖仔，稱為「民間佛教」，不過台灣佛教史學者江燦騰則認為巖仔僅為「民間佛教」的一部份，唯有將庵、堂、寺等相關建築一併加入探討，才能完整呈現「民間佛教」的歷史面貌。

#### 高僧信仰
另外，明、清時代來台的移民，自閩、粵等地，帶來了許多高僧信仰，學者有人稱之「佛教俗神」信仰，如福建泉州安溪縣的清水祖師信仰、顯應祖師信仰，漳州的三平祖師信仰，汀州的定光祖師、伏虎禪師信仰，福州的泗州祖師、扣冰祖師信仰。高僧信仰亦會道教化、如道教廟宇、鸞堂也時常奉祀原屬佛教禪宗的達摩祖師、濟公禪師與普庵禪師等。但是，學者王見川則稱此類信仰內涵和特質，應改以「神異僧的靈驗崇拜」稱之才正確，兼可代替先前名實都不符的「高僧信仰」觀點。

### 日治時期
1895年，臺灣日治時期開始。在治理臺灣所需要的宗教扶持上，臺灣總督府捨棄19世紀末因對外戰爭勝利而興起的國家神道教，而選擇與漢人的共同信仰──佛教。這種與西方世界以基督教治理殖民地的「宗教殖民」不同的「宗教感化」思維模式，也讓漢人居多的臺灣較易接受日本統治。
20世紀初，隨著日本於台灣始治，大量日本佛教派系來台宣教，直至1945年日治時期結束前，共有八宗十四派的日本佛教支派來台傳教，其中又以真宗本願寺派發展最佳，不過較符合臺灣民情，以菩薩神化為主的曹洞宗、日蓮宗、淨土宗等佛教宗派也頗有發展。例如，曹洞宗就曾自費於台北觀音山的山路上（今凌雲路）設置沿路有三十三座石觀音像的禮佛古道（台北西國三十三所靈場）。
為因應現實環境，臺灣漢人與日人合作，並以寺廟改建、增設佛像（如地藏王菩薩）等方式於台灣各地設立許多寺院及佈教所。起初各宗派與本地佛道教傳教者，雖需為增加信徒競爭，使甲宗信徒歸向乙宗，因而其間發生少數爭執。不過臺灣佛教或民間信仰人口大增後，加上漢化且放棄原本純巫教的大量平埔族，使各佛教教派都具有一定信徒數量，在此情況下，各派「不以信徒多寡為唯一之目的，故各宗派間不再出現任何傾軋，頗為圓滑。」（溫國良編譯，《台灣總督府公文類纂宗教史料彙編》，台灣省文獻會，1999.6，頁58。）
1941年，全臺灣人口共500多萬，而光是積極參與日本佛教的信仰人口就達到8萬人。其中，仍以真宗本願寺派、曹洞宗、日蓮宗、淨土宗等派為主。
八宗十四派之八宗係指華嚴宗、天台宗、真言宗、臨濟宗、曹洞宗、淨土宗、淨土真宗、日蓮宗；十四派係指華嚴宗、天台宗、真言宗高野派、真言宗醍醐派、臨濟宗妙心寺派、曹洞宗、淨土宗、淨土宗西山深草派、真宗本願寺派、真宗大谷派、真宗木邊派、日蓮宗、本門法華宗、顯本法華宗。另外，天台宗修驗道也曾在台灣設立支部，但是布教活動不詳。
受社會主義思潮影響的左翼佛學，台南開元寺的林秋梧（1903-1934）。

#### 九大門派
台灣佛教的派別尚有四大法脈（大崗山派、月眉山派、觀音山派（凌雲寺派）、法雲寺派）的說法，也有人加入了開元寺派、大仙寺派、萬佛山派、清涼山派及東和寺派等，號稱九大門派。有關二戰前的臺灣佛教發展，雖然佛教史家江燦騰於1996年，首先提出四大法派之說。但這仍是延續朱麒麟和藍吉富兩者的先前看法而來。日治時期則出現七大山頭的說法，九大門派之說為後出。
江燦騰認為台灣日治時期有所謂四大法脈、四大道場。其中基隆市靈泉禪寺開月眉山派，由江善慧主持；新北市五股凌雲禪寺開觀音山派（凌雲寺派），由沈本圓主持；苗栗縣大湖鄉法雲寺創法雲寺派，由林覺力主持；高雄市大崗山超峰寺開大崗山派，由林永定等人開山。所謂法派，是傳承禪宗的臨濟宗或曹洞宗的法脈世系而有大量衍生的派下寺院者，於是宛如日本佛寺的大本山和派下末寺之別，在日治時期的臺灣本土佛教寺院中，若有發展成為大法派者，即有核心道場和隸屬道場，而四大道場，就是指上述四大法派的核心道場而說的。所以這是有嚴格定義的指涉對象，並深具時代特色者。又，四大法脈的本山有四大名山之稱。

### 戰後漢傳佛教
1945年第二次世界大戰因日本戰敗而結束，日本投降，撤出臺灣，臺灣進入國民政府時期。稍後的1950年代，因為國共內戰與中國共產黨不允許宣揚佛教等因素，來台定居的漢傳佛教傳道人日漸增多，其中以江浙兩省僧侶為主，之後，江浙系統的漢傳佛教主導了戰後台灣佛教的發展。1953年，大仙寺傳戒為台灣戰後舉辦首次傳大戒。不同於以往漳泉流行的較偏向世俗化的佛教，強調「無神論」的漢傳叢林佛教，在此時正式於台灣耕耘。經幾十年的宣教，佛教於1980年代中期開始於台灣流行。加上經濟發達、政治鬆綁等因素，由中國大陸傳入的漢傳大乘佛教成為佛教的新興主導力量。不但佛教信徒增多，以往從未出現的佛經謁語也大量出現於各種場合。
2015年，臺灣佛教的信徒約有820.5萬人，佔全台灣2350萬人口的35%，不過，此數字可能與道教、儒教或其他台灣民間信仰有重疊的情況。這裡面又以淨土宗、禪宗及無所屬的宗派居多。如就佛教團體規模來看，則以慈濟基金會、佛光山、法鼓山以及中台禪寺等四團體的影響力最大，被台灣佛教史家江燦騰博士列為戰後臺灣佛教四大事業道場。另外，除了上述所說的四大山頭外，還有苗栗境內的九華山大興善寺和新北市的靈鷲山無生道場。這些山頭的特色也和中國大陸傳統漢傳佛教也有所不同，有的強調禪淨雙修，有的更不再強調宗派之分，皆以「佛法生活化」為宣教重點。

#### 臺灣佛教名剎
- 慈濟 - 創設者：釋證嚴；宗派：人間佛教（慈濟宗）；根據地：花蓮縣新城鄉
- 佛光山 - 創設者：釋星雲；宗派：臨濟宗；根據地：高雄市大樹區
- 法鼓山 - 創設者：釋聖嚴；宗派：禅宗（臨濟宗、曹洞宗）；根據地：新北市金山區 (發源地：臺北市北投區)
- 中臺山 - 創設者：釋惟覺；宗派：臨濟宗；根據地：南投縣埔里鎮

## 其他教派

### 藏傳佛教
藏傳佛教於1949年隨著國民政府遷台而傳入，學者將其在台傳播依1982年卡盧仁波切或1980年創古仁波切首次來台弘法為界，分為前弘期與後弘期。前弘期受政治影響，只有少數蒙古的章嘉呼圖克圖、甘珠爾瓦呼圖克圖及康區的格賴達吉仁波切、明珠仁波切，而主要以漢籍居士或喇嘛為主導，其代表人物有：君庇亟美喇嘛〈俗名歐陽無畏〉、屈映光（法賢上師）、吳潤江（華藏上師）、劉銳之、韓同、申學文（貢噶老人）、張澄基、陳健民等。代表性的道場為南方寶生佛剎、諾那華藏精舍、金剛乘學會、貢噶精舍、白馬山菩提講堂。
後弘期則以藏僧為主導，四大教派的法王及仁波切先後抵台弘法並相繼在台成立弘法中心，使藏傳佛教成為台灣80年代以後學佛熱潮的重要一支。噶舉派最早入台，較著名的如創古仁波切、卡盧仁波切、大寶法王的四大法王子（夏瑪巴、大司徒、蔣貢康楚、嘉察）都曾應邀來台並成立弘法中心或佛學會。寧瑪派則以蔣波羅曾仁波切，貝諾法王所屬白玉傳承在台的發展最盛。薩迦派則宗薩蔣揚欽哲仁波切多次來台傳法，頗受年輕一輩的台灣學佛者之歡迎，在台設有悉達多本願佛學會。90年代末，宗薩佛學院堪布貢噶旺秋在台灣完整講授《入行論》、《善顯能仁密意》、《入中論》、《俱舍論》等，深獲好評。格魯派在台灣的發展起步較遲，圖敦梭巴仁波切來台弘法，成立「經續法林」，為國際「護持大乘法脈聯合會」組織的一員。十四世達賴喇嘛於1997年、2001年兩度來台弘法，也為藏傳佛教在台弘傳掀起高潮，並成立「達賴喇嘛西藏宗教基金會」，安排格西長期教授藏語文基礎、《菩提道次第廣論》、佛教經典等課程。而南印度三大寺（甘丹寺、哲蚌寺、色拉寺）及札什倫布寺也陸續派僧侶駐台弘法並設立佛學會。
另一方面，佛法要生根發展，需要結合當地文化與民情，藏傳佛教傳入台灣亦是如此，此即為本土化（或稱中土化、漢化）的藏傳佛教。例如，日常法師創立的福智文教基金會，提倡以儒家的思想建立十善社會，推廣《菩提道次第廣論》研討班，弘揚宗喀巴大師教法，成立慈心有機事業、里仁公司等。釋如石曾將其譽為接枝自藏傳佛教的人間佛教。又如，首位台灣籍的轉世喇嘛洛本仁波切在台南縣左鎮創建以「藏密中土化」為目標的噶瑪噶居寺也頗具影響力。

### 日本佛教
20世紀初，隨著日本統治台灣，大量日本佛教派系來台宣教，直至1945年日治時期結束前，共有八宗十四派的日本佛教支派來台傳教，其中又以淨土真宗本願寺派發展最大，不過較符合臺灣民情，以菩薩神化為主的曹洞宗、日蓮宗、淨土宗等佛教宗派也頗有發展。例如，曹洞宗就曾自費於台北觀音山的山路上（今凌雲路）設置沿路有三十三座石觀音像的禮佛古道（台北西國三十三所靈場）。
戰後，日本佛教各宗派因政治因素影響撤出台灣，此後的長期間因戒嚴，宗教活動受到嚴格的控制，直到1987年解嚴後，宗教信仰有了充分的自由，日本佛教才又重回台灣弘法。日本佛教有真言宗系的高野山真言宗在台灣布教，也有僧侶親自前往真言宗兩大道場之一的高野山修行。淨土真宗系則有台灣人自建道場者，也有淨土真宗親鸞會在台弘法。目前在台灣，還有創價學會、靈友會、立正佼成會、真如苑、阿含宗等類佛教之新興宗教與日蓮正宗、真言宗等傳統宗派在台弘法。
此外，臨濟宗妙心寺派和曹洞宗等宗派至今仍持續與昔日有緣之寺廟進行交流，如臨濟宗妙心寺派的臨濟護國禪寺、曹洞宗的東和禪寺、真言宗的慶修院等。其中，臨濟宗妙心寺派日僧東海亮道法師，感念曾在台灣布教的恩師東海宜誠法師，促成了「台灣三十三觀音靈場」的創設。

### 韓國佛教
近年韓國佛教界跟臺灣佛教都有往來，其中韓國禪宗的禪修方法與臺灣禪宗的禪修方法較不同。目前臺灣有承繼韓國禪宗法脈的圓濟惠忠禪師，於臺灣花蓮成立花蓮縣祖師禪學會，推廣韓國參究公案的禪修方式。

### 南傳佛教和原始佛教
近年来南傳上座部佛教和原始佛教在台灣也正逐漸傳播起来，經典典籍被翻译成中文。並有教派組織像台灣南傳上座部佛教學院推廣南傳上座部傳統禪修；原始佛教 (中道僧團)、原始佛法三摩地學會、佛陀原始正法中心推廣原始佛教傳統禪修。

### 左翼解放佛學
林秋梧主陳左翼解放佛學以抗當時佛教陳腐之處，其著作先後發表於《中道》、《南瀛佛教》、《臺灣新民報》及《赤道報》等刊物；其中發表於《南瀛佛教》的〈真心直說白話註解〉、〈佛說堅固女經講話〉等短篇可謂之代表作。其詩「菩提一念證三千，省識時潮最上禪；體解如來無畏法，願同弱少鬥強權！」可代表其中心思想。
林秋梧匯通左翼思想的社會主義及唯物史觀、大乘佛學的如來藏及般若思想、中國佛學的佛性論及無情有性論等，建構出解放佛學的平等觀─將極樂淨土類比於社會主義的理想社會，主張「自力的現世淨土」，倒轉宗教界所遮蔽社會經濟活動的結構問題，而應回歸到現實關懷的階級鬥爭為方法，藉此批判傳統就彼岸性的極樂淨土思想及臺灣趨炎附勢、不明就裡的迷信風氣，進而採取無抵抗的大抵抗主義來改變身邊的不公不義。

### 引用
1. ↑  蘇全正.  (PDF).   [2024-04-05]. （原始内容存档 (PDF)于2024-06-04）.
2. ↑  江燦騰. .   [2024-04-21]. （原始内容存档于2024-06-04）.
3. ↑  釋慧嚴. .   [2024-04-05]. （原始内容存档于2024-06-03）.
4. ↑  闞正宗. .   [2024-04-05]. （原始内容存档于2024-03-22）.
5. 1 2  陳省身.  (PDF). 空大人文學報. 2020, 29: 63–111  [2024-04-21]. （原始内容存档 (PDF)于2024-03-22）.
6. ↑  藍吉富. .   [2024-04-18]. （原始内容存档于2016-07-17）.
7. ↑  楊惠男.  (PDF).   [2024-04-06]. （原始内容存档 (PDF)于2024-06-04）.
8. ↑  江燦騰.  (PDF).   [2024-04-05]. （原始内容存档 (PDF)于2024-03-02）.
9. ↑  王見川. .   [2024-04-20]. （原始内容存档于2024-02-02）.
10. ↑  蕭進銘. .   [2024-04-20]. （原始内容存档于2024-03-09）.
11. ↑  江燦騰. .   [2024-04-05]. （原始内容存档于2023-07-16）.
12. ↑  陳家倫. . 新世紀宗教研究. 2017, 16 (1): 73–119  [2024-04-23]. （原始内容存档于2024-04-23）.
13. ↑  江燦騰. . 台北: 五南. 2009.
14. ↑  林秋梧. . 南瀛佛教會會報. 1929, 7 (3): 58.
15. ↑  嚴瑋泓. . 洪子偉  (编). . 臺北: 聯經. 2016: 141–166.
16. ↑  嚴瑋泓. . 洪子偉; 鄧敦民  (编). . 臺北: 國立臺灣大學出版中心. 2019.

## 外部連結
- 台灣佛教史料庫